# Iuliu Bodola
Iuliu Bodola (ou Gyula Bodola en hongrois), né le 26 février 1912 à Brassó en Autriche-Hongrie, mort le 12 mars 1993 à Budapest, était un footballeur et entraîneur roumain d'origine hongroise.

## Biographie
Bodola évoluait au poste d'attaquant ou de milieu de terrain offensif. Il a joué au Venus Bucarest et au CA Oradea.
Il a obtenu 48 sélections en équipe de Roumanie entre 1931 et 1939. Il a notamment participé aux coupes du monde 1934 et 1938, disputant à chaque fois une rencontre.
Auteur de 30 buts pour la Roumanie, il a très longtemps été le meilleur buteur de l'histoire de la sélection roumaine avant de se faire dépasser par Gheorghe Hagi.
De 1940 à 1948, il joue 13 matches (et inscrit 4 buts) pour l'équipe de Hongrie. Il prendra aussi la nationalité hongroise et se fera appeler Gyula Bodola.
À l'époque, la FIFA n'interdit pas de jouer pour une autre sélection nationale. Les exemples sont nombreux. Une dizaine d'années plus tard, Alfredo Di Stéfano portera les couleurs de l'Espagne après avoir joué préalablement pour l'Argentine et pour la Colombie.

## Palmarès

### Club
Venus Bucarest
- Champion de Roumanie en 1939 et 1940

 Nagyváradi AC
- Champion de Hongrie  en 1944

### Sélection
- 48 sélections et 30 buts avec l'équipe de Roumanie entre 1931 et 1939
- 13 sélections et 4 buts avec l'équipe de Hongrie entre 1940 et 1948